# Pachygnathesis
Pachygnathesis là một chi bướm đêm thuộc họ Noctuidae.